# Stenus humilis
Stenus humilis – gatunek chrząszcza z rodziny kusakowatych i podrodziny myśliczków (Steninae).
Gatunek ten został opisany w 1839 roku przez Wilhelma Ferdinanda Erichsona.
Chrząszcz o ciele długości od 2,8 do 3,5 mm, z wierzchu gęsto i chropowato punktowanym. Jego głowę cechuje wypukłe pośrodku i wklęsłe po bokach czoło. Przedplecze jest u niego niewiele dłuższe niż szersze. Początkowe tergity odwłoka mają pojedyncze krótkie, podłużne listewki pośrodku części nasadowych. Obrys odwłoka jest ku tyłowi co najwyżej nieznacznie zwężony. Odnóża mają barwę żółtoczerwoną z nieco ciemniejszymi goleniami. Krótkie tylne stopy są niewiele dłuższe niż połowa goleni. Czwarty człon stóp cechuje lekkie sercowate wcięcie.
Owad holarktyczny, spotykany w prawie całej Europie, Gruzji, Azerbejdżanie, Armenii i Turcji. W Polsce pospolity. Zasiedla cieniste lasy i wilgotne łąki, gdzie przebywa w ściółce i pod szczątkami roślinnymi.